# Nissan 200SX

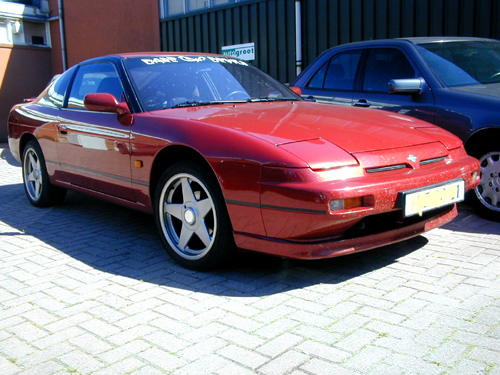
SX S13

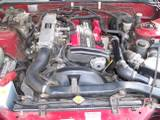
CA18DET

De Nissan 200SX was de benaming van een serie auto's van Nissan.
De Nissan 200SX S13 was de eerste Nissan in Europa met de nieuwe benaming 200SX, en volgde hiermee de Nissan Silvia (S12) op, waarvan in 1988 de laatste modellen van de band rolden in Japan. Deze 200SX werd in Nederland in februari 1989 geïntroduceerd bij de dealers. In 1991 werd er een kleine wijziging ondergaan en kreeg de 200SX een andere voorbumper, grotere remschijven voor, een sper differentieel, een nieuw design velgen, nieuw type voorstoelen en werden ze voornamelijk met airco uitgevoerd.
Het motorvermogen bleef ongewijzigd met 169PK.
Nissan noemde hem voor de Japanse markt 180SX en voor Europa werd 200SX gekozen. Wat verwarrend zou zijn voor een hoop mensen, want ook deze werd in het begin met dezelfde 1.8 (CA18DET) motor geleverd.
Dit motorblok is een doorontwikkeling van de CA18ET die in de Silvia (S12) zat, waarvan de grondslag plaatsvindt in de Nissan Sunny GTi 1.6 16V midden jaren 80.
Voor de Amerikaanse markt kwam er de 240SX, deze was voorzien van een 2.4 liter motor zonder turbo.
Een degelijk gestroomlijnd model met klaplampen ging als nieuwe sportcoupé (officieel een hatchback, coupe bestaat wel, maar voor USA en Japan) de Europese markt veroveren en moest concurreren met de Toyota Celica en Honda Prelude.

## S14
Zo rond de helft van 1994 werd de opvolger van de S13 ingevoerd en dat is de S14. Dit model werd alleen maar als echte coupé gebouwd. De motor is een SR20DET, een echte 2 liter dus, voorzien van een Garrett T25 Journal Bearing turbo en intercooler, al hadden JDM modellen een T25 Ball Bearing (kogelgelagerde) turbo Het verschil tussen de SR20DE(T) uit de S13 serie en de SR20DE(T) uit de S14 serie is goed herkenbaar aan het aan de achterkant naar onder aflopende kleppendeksel. Beide motoren hebben een zwart kleppendeksel, het grote verschil is dat de S14 variabele kleptiming heeft en een andere, grotere turbo heeft, de Garrett T28. Net als de JDM S13 had het model voor de Japanse markt een kogelgelagerde T28 turbo.
In Nederland was in het begin lederen bekleding een optie, houtinleg op het dashboard. Het werd een 'brave auto' om te zien, het vermogen is wel gestegen naar 200PK. De basis van de S14 is feitelijk een S13. Zo blijkt later in de tuning en bij verschillende clubs onderdelen uitwisselbaar van de S14 die op de S13 geplaatst worden, om zo rijgedrag en prestaties te verbeteren.

## S14A
Begin 1997 presenteerde Nissan de facelift voor de S14, in de volksmond bekend als de 200sx S14a. De voorkant, de achterlichten, het stuurwiel en de tellerbak werden hiervoor aangepast. Motorisch is de 2 liter turbo (SR20DET) met VVT gelijk gebleven. Wel heeft de S14a een extra demper in de voorpijp.
| Chassis | Type                            | Bouwjaar  | Motor     | Markt                          |
| ------- | ------------------------------- | --------- | --------- | ------------------------------ |
| S13     | 200SX                           | 1989-1994 | CA18DET   | Europa/Nieuw-Zeeland           |
|         | Silvia                          | 1989-1991 | CA18DE(T) | Japan                          |
|         |                                 | 1991-1993 | SR20DE(T) | Japan                          |
|         | 180SX                           | 1989-1991 | CA18DET   | Japan                          |
|         |                                 | 1991-1998 | SR20DE(T) | Japan                          |
|         | 240SX                           | 1989-1991 | KA24E     | Noord-Amerika                  |
|         |                                 | 1991-1994 | KA24DE    | Noord-Amerika                  |
|         | Sil80 (is geen officieel model) | 1998      | SR20DET   | Japan                          |
| S14     | 200SX                           | 1994-1998 | SR20DET   | Europa/Australië/Nieuw-Zeeland |
|         | Silvia                          | 1994-1998 | SR20DE(T) | Japan                          |
|         | 240SX                           | 1994-1998 | KA24DE    | Noord-Amerika                  |
| S15     | Silvia                          | 1999-2002 | SR20DE(T) | Japan                          |
|         | 200sx                           | 2000-2002 | SR20DET   | Australië/Nieuw-Zeeland        |